# Eugenio Martín
Eugenio Martín Márquez (Granada, 15 maggio 1925 – Madrid, 23 gennaio 2023) è stato un regista e sceneggiatore spagnolo.

## Biografia
A partire dagli anni cinquanta diresse quasi 30 film, lavorando ad altrettante sceneggiature. Molto attivo nel campo dei western all'italiana, usò anche pseudonimi quali Eugenio Martin, Eugene Martin, Gene Martin, Jean Martin.
Morì a Madrid nel 2023, all'età di 97 anni.

## Filmografia parziale
- Il conquistatore di Maracaibo (1961)
- Ipnosi (1962)
- Per un pugno di diamanti (Die goldene Göttin vom Rio Beni), co-diretto con Franz Eichhorn (1964)
- L'uomo di Toledo (1965)
- The Bounty Killer (1966)
- El precio de un hombre (1967)
- Requiem per un gringo (Réquiem para el gringo) (1968)
- Amore pensami (La vida sigue igual) (1969)
- E continuavano a fregarsi il milione di dollari (Bad Man's River) (1971)
- In fondo alla piscina (La última señora Anderson) (1971)
- Pancho Villa - I tre del mazzo selvaggio (Pancho Villa) (1972)
- Horror Express (1972)
- Una candela per il diavolo (1973)
- Una partita a tre (1973)
- Call Girl (La vida privada de una señorita bien) (1976)
- Sobrenatural (1981)
- La sal de la vida (1996)